# Asthenargus
Asthenargus és un gènere d'aranyes araneomorfes de la subfamilia Erigoninae, dins de la família Linyphiidae.
Fou descrit per primera vegada per Eugène Louis Simon i L. Fage l'any 1922.
Es pot trobar a Euràsia i Àfrica.

## Llista d'espècies
Segons The World Spider Catalog 12.0:
- Asthenargus bracianus Miller, 1938
- Asthenargus brevisetosus Miller, 1970
- Asthenargus carpaticus Weiss, 1998
- Asthenargus caucasicus Tanasevitch, 1987
- Asthenargus conicus Tanasevitch, 2006
- Asthenargus edentulus Tanasevitch, 1989
- Asthenargus expallidus Holm, 1962
- Asthenargus helveticus Schenkel, 1936
- Asthenargus inermis Simon & Fage, 1922
- Asthenargus linguatulus Miller, 1970
- Asthenargus longispinus (Simon, 1914)
- Asthenargus major Holm, 1962
- Asthenargus marginatus Holm, 1962
- Asthenargus matsudae Saito & Ono, 2001
- Asthenargus myrmecophilus Miller, 1970
- Asthenargus niphonius Saito & Ono, 2001
- Asthenargus paganus (Simon, 1884) (Espècie tipus)
- Asthenargus perforatus Schenkel, 1929
- Asthenargus placidus (Simon, 1884)
- Asthenargus thaleri Wunderlich, 1983